# Pavetta ruahaensis
Pavetta ruahaensis är en måreväxtart som beskrevs av Diane Mary Bridson. Pavetta ruahaensis ingår i släktet Pavetta och familjen måreväxter. Inga underarter finns listade i Catalogue of Life.